# München autóbuszvonal-hálózata
A Müncheni buszhálózat hossza 457 km, melyen 916 buszmegálló található. A hálózat 66 nappali és 9 éjszakai útvonalból áll, melyet a Münchner Verkehrsgesellschaft üzemeltet. Közös tarifarendszer van a városi villamoshálózattal, S-Bahn hálózattal és metróhálózattal.
A buszhálózat elsődleges szerepe az S-Bahn és az U-Bahn megállókra a ráhordás, emiatt szinte mindegyik járat érint egy vagy több metrómegállót vagy vasútállomást. Az éves utasszám folyamatosan emelkedik, 2010-ben már 175 millió utast szállított.

## Képgaléria

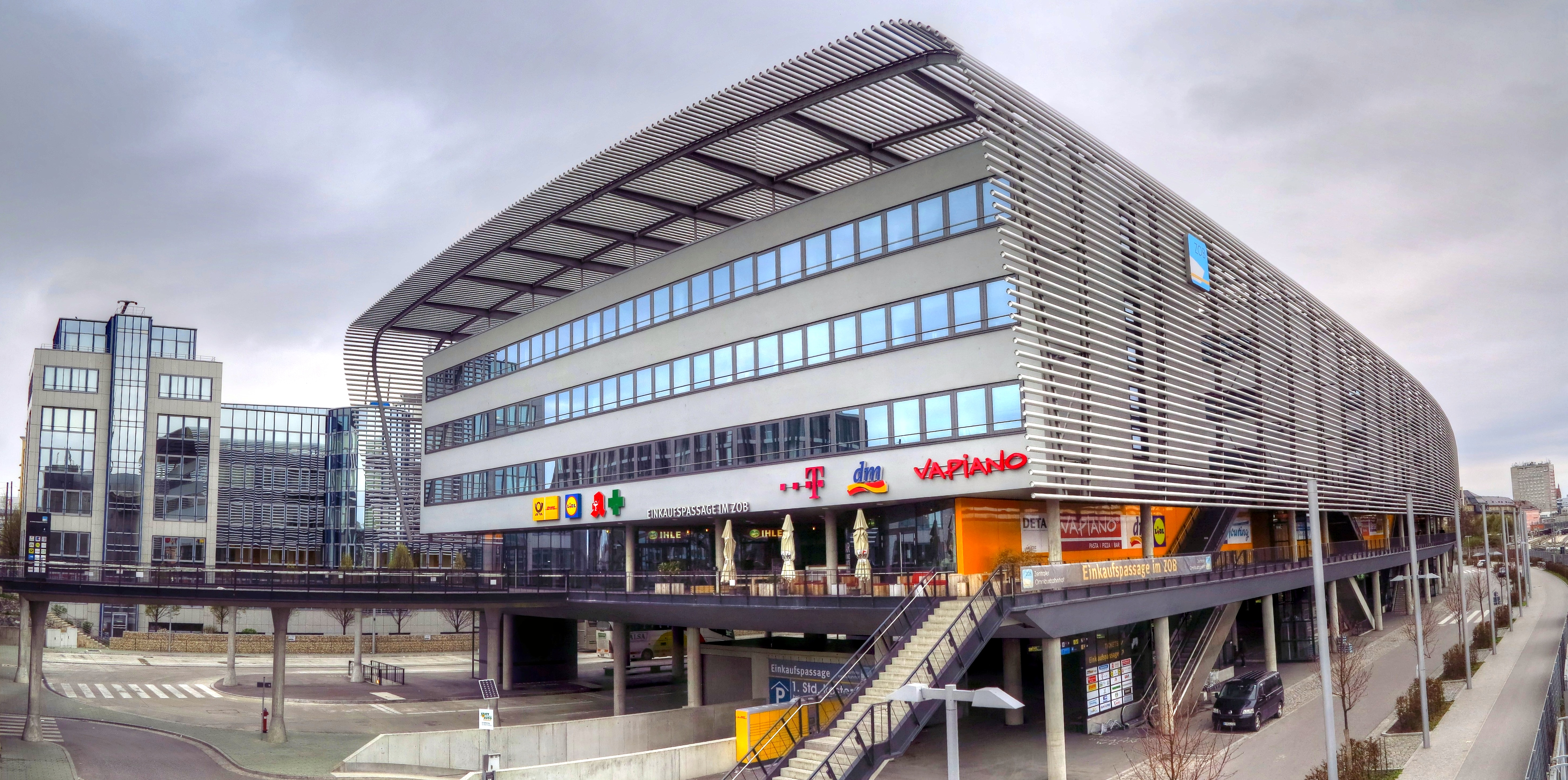
München központi távolsági buszpályaudvara Hackerbrücke közelében
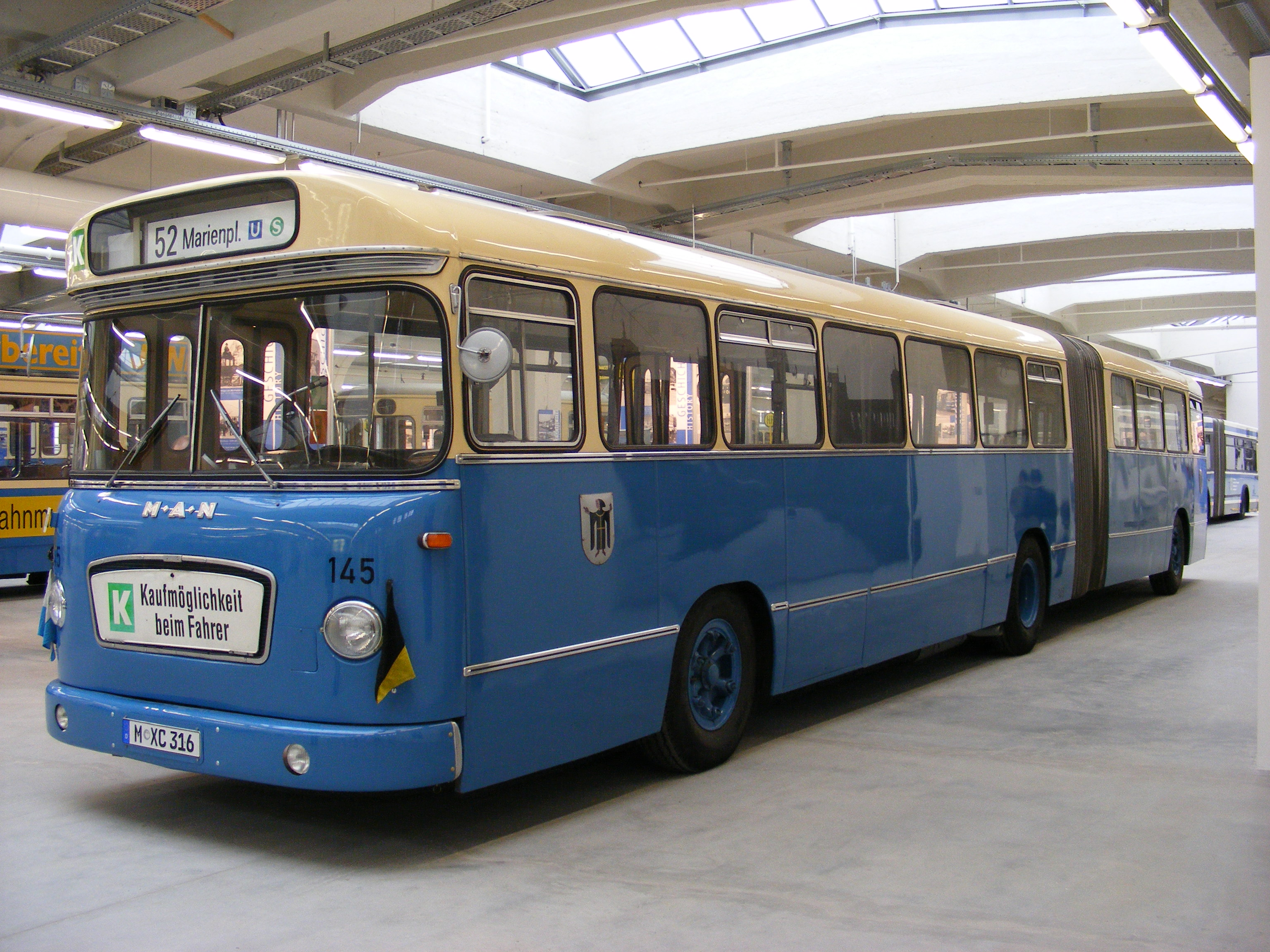
Egy régi MAN autóbusz a müncheni MVG múzeumban
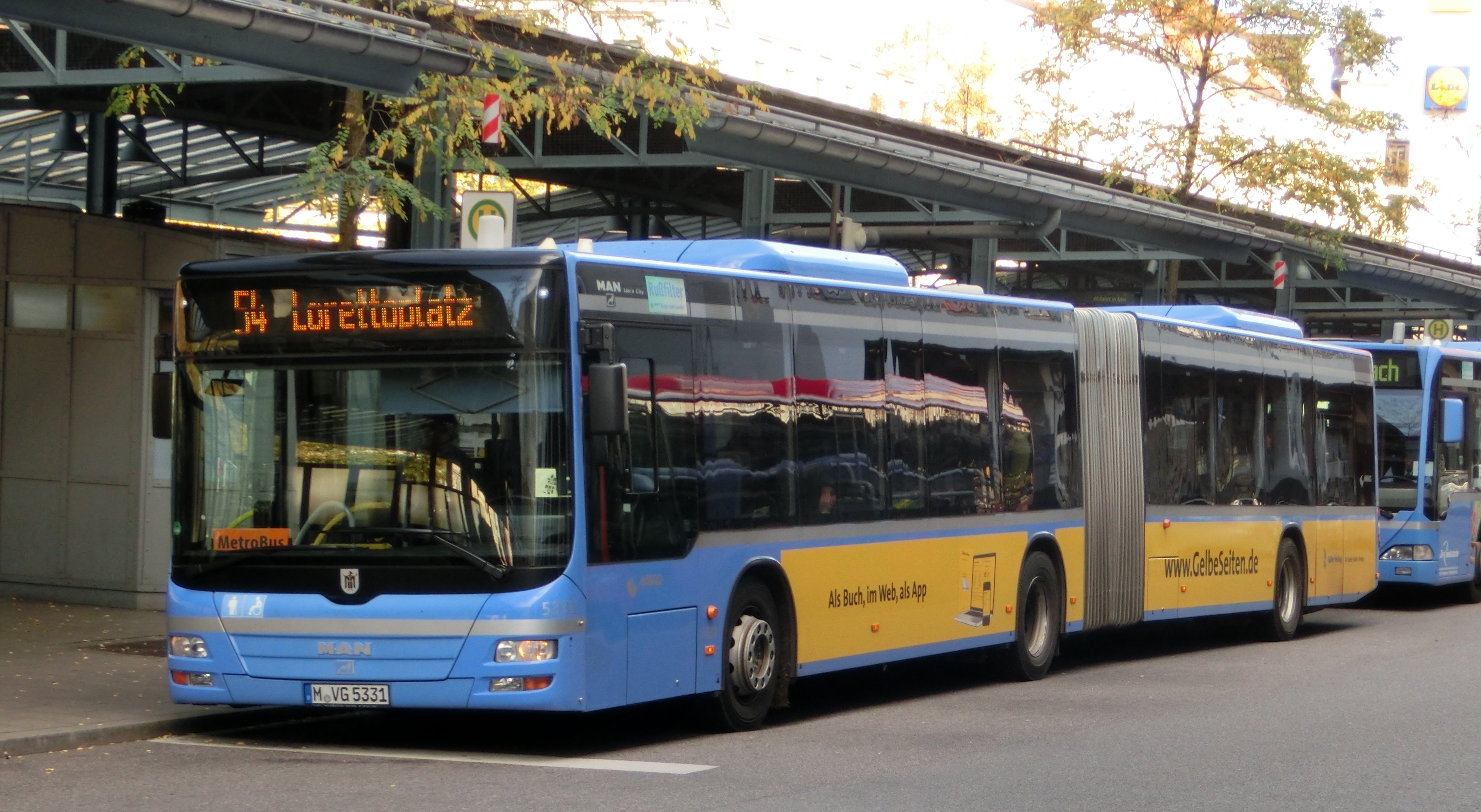
Egy MAN Lion’s City G autóbusz München Ostbahnhof mellett
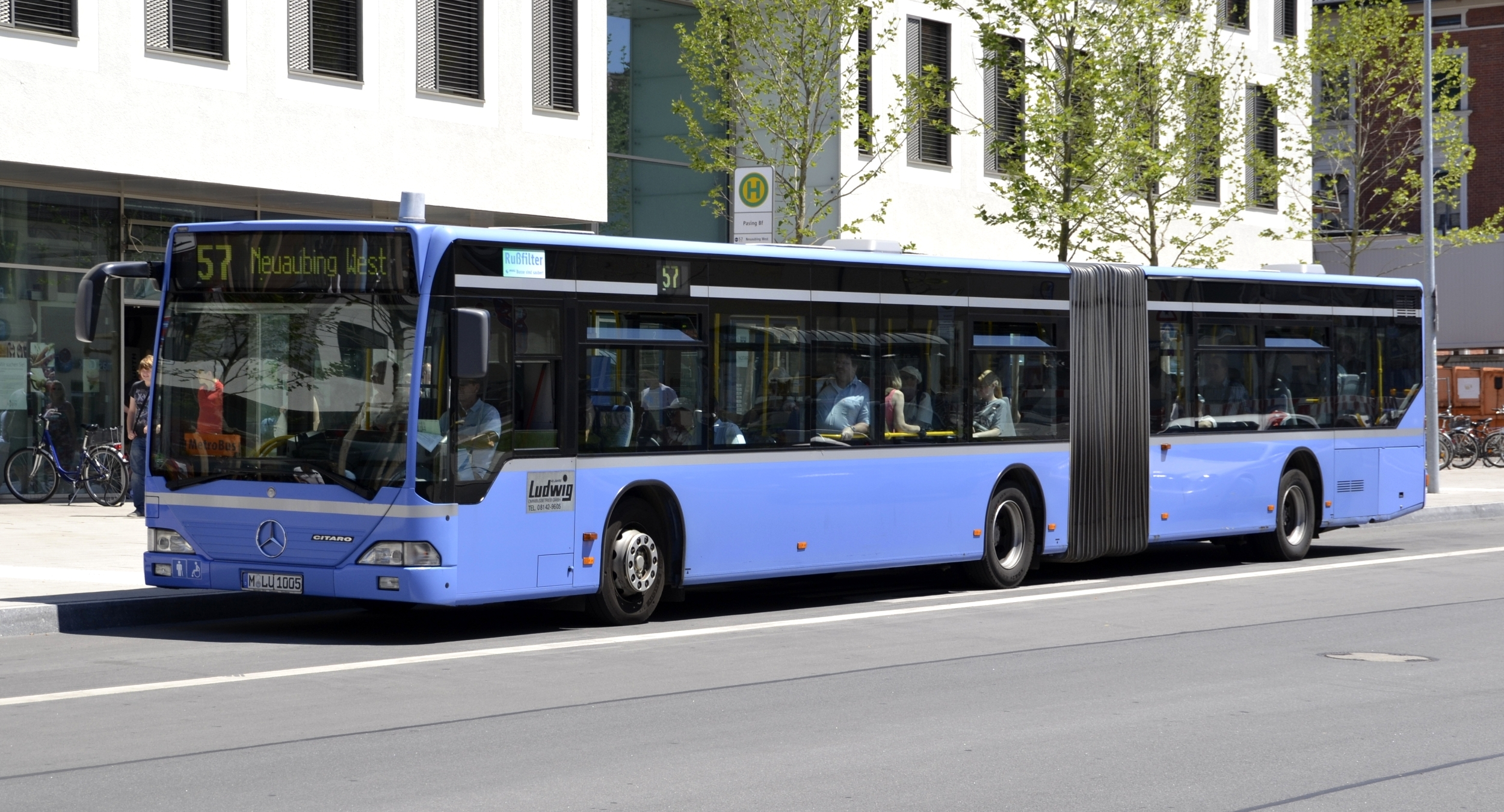
Mercedes-Benz Citaro G München-Pasing állomáson
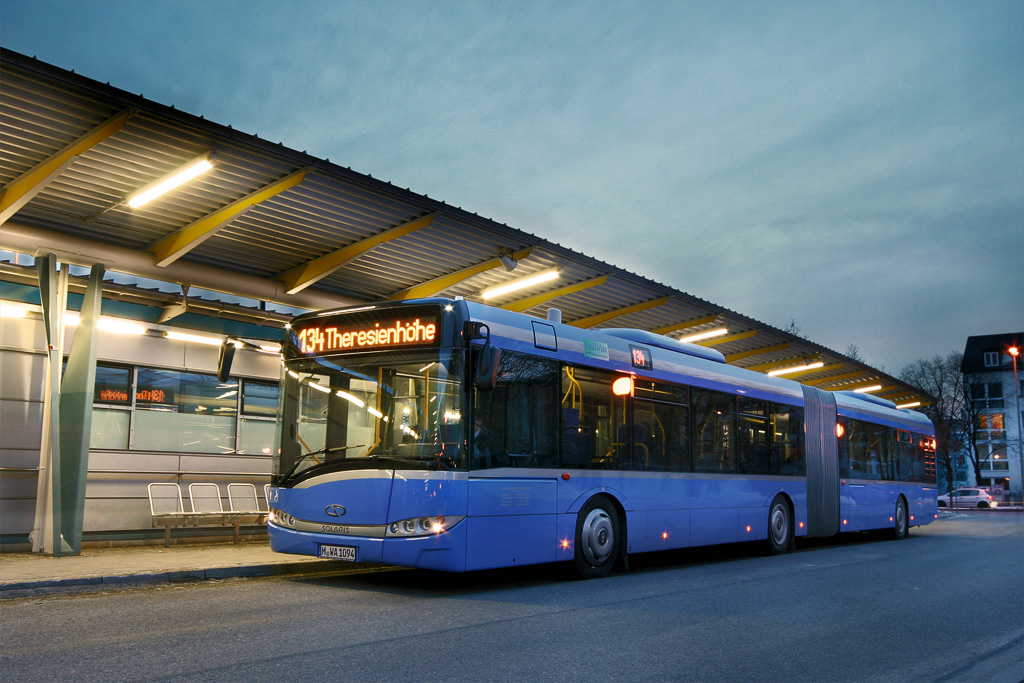
Egy Solaris Urbino 18 autóbusz